# 上原清吉

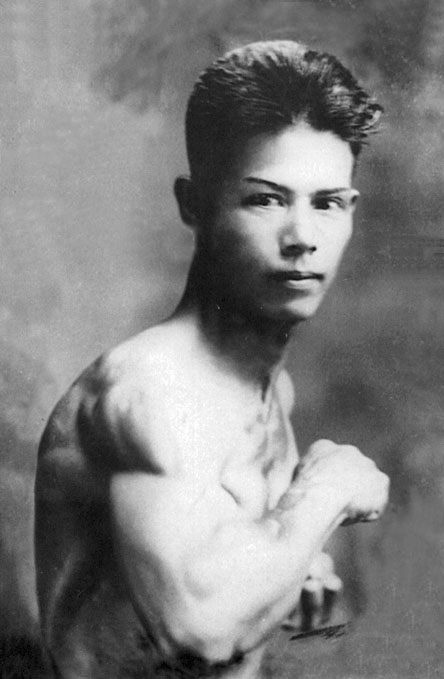
フィリピン時代の上原清吉（35歳）

上原 清吉（うえはら せいきち、1904年3月24日 - 2004年4月3日）は、本部朝勇の高弟の一人であり、本部御殿手古武術の第12代宗家。

## 経歴

### 生い立ち
1904年（明治37年）、沖縄県島尻郡小禄村（現・那覇市小禄）に上原蒲戸の五男として生まれた。上原家は農業と味噌・醤油の醸造を生業とする比較的裕福な家庭であったが、清吉が小学生の頃、兄の事業の失敗で一家は一転苦しい生活に追い込まれた。これが原因で、清吉も進学を断念し家業を手伝うことになった。

### 武歴
1916年（大正5年）に本部朝勇の道場に入門した。本部朝勇は、旧琉球王族である本部御殿の直系当主であり、弟には当時沖縄最強の唐手（現・空手）家として知られた本部朝基をもつ著名な武術家であった。上原は本部朝勇から「御主加那志前（ウシュガナシーメー、琉球国王）の武芸」と呼ばれた本部御殿家伝の武術を学んだ。
1924年（大正13年）、首里城南殿で開催された演武大会に本部朝勇とともに参加した。翌年の1925年（大正14年）にも那覇の大正劇場で開催された唐手大演武大会に師とともに参加した。この演武大会には総勢40名が参加し、祖堅方範、喜屋武朝徳ら当時の大家も出演した大規模なものであった。同年、上原は師の言いつけで和歌山へ渡り、本部朝勇次男の本部朝茂に師から受け継いだ武術を伝授した。
1926年（大正15年）に兄を頼ってフィリピン南部の大都市ダバオへ移住した。当時、ダバオには多数の日本人入植者がいた。1928年（昭和3年）、フィリピンで開催された昭和天皇御大典記念演武大会に、沖縄県代表の三名のうちの一人として参加した。また、同年、ダバオに道場を開設し、太平洋戦争が始まる1941年（昭和16年）まで当地で唐手、琉球古武術を指導した。同年の開戦によりフィリピンで軍属として徴用され参戦した。
1947年（昭和22年）、復員して沖縄に帰郷した。数年の間は師から受け継いだ技を戦場で殺傷に用いた時の嫌悪感を思い出してしまい、武術から離れて過ごした（占領下の沖縄で、乱暴行為をする米兵を、やむを得ず学んだ技を使い制したと云う逸話が残っている）。やがて1951年（昭和26年）、宜野湾市にて武術指導を再開し、1961年（昭和36年）、流派名を本部流として、本部流古武術協会を設立した。また、同年6月、比嘉清徳（武芸館）、祖堅方範（少林流松村正統）、島袋善良（少林流聖武館）、兼島信助（渡山流）らとともに、沖縄古武道協会（後、全沖縄空手古武道連合会）を結成した。また、同年11月、第一回沖縄古武道発表大会に出演した。1970年（昭和45年）、上原は師から学んだ「御主加那志前の武芸」を一般公開する事を決意し、流派名を新たに本部御殿手に改め、本部御殿手古武術協会を設立した。

### 晩年
1982年（昭和57年）、上原は全沖縄空手古武道連合会の会長に就任した。当時は御殿手は沖縄でも上原の門下以外は全く知られていなかったが、これだけ優れた技術を眠らせておくのは勿体ないと考え、1984年（昭和59年）に弟子の池田守利のすすめで日本古武道協会への加盟も果たした。本土でも本部御殿手を公開する。勲六等単光旭日章を受章、1985年（昭和60年）には、日本古武道協会より古武道功労者表彰を受賞した。2004年（平成16年）4月3日、上原清吉は老衰のため死去した。享年101。本部御殿手は、本部朝基の子息で本部流宗家・本部朝正が継承して、再び本部家に戻った。
上原自身が琉球武術の達人である一方、非常に温厚で人当たりの良い穏やかな人物であったため、他流の空手家･武術家からも広く尊敬を受けており、沖縄武術界では高い評価を受けていた。その一つのエピソードとして、作家の菊地秀行が「沖縄古武術の大家」に取材しようとした時、菊池の少林寺拳法の師であった伊藤昇に誰が良いか相談したところ、上原清吉の名前を出されたという。実力について菊池が「誰からも文句の出ない人がいいのですが」と聞いたところ伊藤は「絶対に出ませんよ」と保証した。取材に来る武術雑誌の記者と記念写真を撮る時も、肩を並べ手を繋いだり肩を組んだりと気さくな対応で接している。
また弟子に対する気遣いも深く、ある武術大会で武術師範が弟子と演武をして弟子を打ったり蹴ったりして血まみれになる光景を見て気分を害し「稽古で弟子に怪我を負わせる先生と言うのは、自ら指導する力量が無いことを表してるようなものだ。」と語った。御殿手の稽古も大変厳しいが、それでもなお稽古で重大な怪我人を出していないのは弟子たちを遥かに凌駕する実力の持ち主であったからなのである。
上原が1962年（昭和37年）、知り合いの空手家に誘われて、那覇市で開催された八光流柔術の講習会に4日間だけ参加した記録があることから、本部御殿手の取手術は八光流の影響を受けているのではないかと主張する研究者がいたが、本部御殿手側の資料提供により、上原清吉はそれより数年前から取手を教授していた事実が明らかとなり、この説を唱えた研究家が雑誌上で謝罪して、この説は否定された。この講習会は、奥山が沖縄県の新聞・テレビなどを利用して派手に宣伝したため、上原に限らず沖縄県の多くの空手家が見聞のために参加していた。八光流は那覇市講習会の半年後の昭和37年発行の師範銘鑑で、上原清吉の道場を「支部」として掲載しているが、そのとき上原清吉は道場をもっておらず、架空の道場名を掲載して自流の宣伝に利用していたことが判明している（上原が道場「聖道館」を建設したのはその二年後）。八光流柔術は大東流の分派であるが、当時はその事実は隠されており源義光を開祖とする柔術という触れ込みだった。

## 著作
- 上原清吉『武の舞　琉球王家秘伝武術「本部御殿手」』BABジャパン出版局 1992年 ISBN 4894221845

## 関連記事
- 手 (沖縄武術)
- 空手道
- 空手家一覧